# تنسنیک
مارکو نیمرسکی (انگلیسی: Marco Niemerski) با نام هنریِ تِنسنِـیک (انگلیسی: Tensnake؛ زادهٔ ۱۹۷۵ میلادی) موسیقی‌دان، تهیه‌کننده موسیقی و دی‌جی اهل آلمان است. وی از سال ۲۰۰۶ میلادی تاکنون مشغول فعالیت بوده‌است.
یکی از ساختهٔ مشهور او «کوما کت» نام دارد که پس از عرضه به بازار موسیقی، به رتبهٔ ۸۵ جدول تک‌آهنگ‌های بریتانیا رسید.